# Hermann Zidler
Hermann Zidler (erstmals erwähnt 1563; heimatberechtigt in Appenzell Rhode Lehn, ab 1588 in Herisau) war ein Schweizer Grossrat, Kleinrat, Landweibel und Landschreiber aus dem Kanton Appenzell Innerrhoden.

## Leben
Hermann Zidler war ein Sohn von Hermann Zidler, Siechenpfleger. Vor 1570 heiratet er Katharina Hornbog. Er besuchte Schulen in Winterthur. Von bis 1566 bis 1567 war er Grossrat und ab 1568 bis 1575 Kleinrat für die Rhode Lehn. Von 1570 bis 1575 amtierte er als Landweibel und von 1576 bis 1579 sowie 1597 als Landschreiber. Nachdem sein Vater, ein überzeugter Anhänger der Reformation, einem religionspolitisch motivierten Anschlag nur knapp entgangen war, übersiedelte Zidler 1588 ins reformierte Herisau. Von 1613 bis 1619 versah er das Amt des Landschreibers des Kantons Appenzell Ausserrhoden.